# 영 맨 위드 어 혼
영 맨 위드 어 혼(Young Man With A Horn)은 미국에서 제작된 마이클 커티즈 감독의 1950년 영화이다. 커크 더글라스 등이 주연으로 출연하였고 제리 워드 등이 제작에 참여하였다.

## 출연

### 주연
- 커크 더글라스
- 로렌 바콜

### 조연
- 도리스 데이
- 호기 카마이클
- 후아노 헤르난데즈
- 제롬 코원
- 메리 베스 휴즈
- 네스토 파이바
- 오리 린드그렌
- 월터 리드

## 제작진
- 세트: 윌리엄 월리스
- 의상: 밀로 앤더슨